# Пьетрамелара
Пьетрамелара (итал. Pietramelara) — коммуна в Италии, располагается в регионе Кампания, в провинции Казерта.
Население составляет 4454 человека, плотность населения составляет 194 чел./км². Занимает площадь 23 км². Почтовый индекс — 81051. Телефонный код — 0823.
Покровителем населённого пункта считается святой Рох. Праздник ежегодно празднуется 16 августа.